# Le Reposoir
Le Reposoir és un municipi francès situat al departament de l'Alta Savoia i a la regió d'Alvèrnia-Roine-Alps. L'any 2007 tenia 475 habitants.

## Demografia

### Població
El 2007 la població de fet de Le Reposoir era de 475 persones. Hi havia 167 famílies de les quals 42 eren unipersonals (23 homes vivint sols i 19 dones vivint soles), 39 parelles sense fills, 74 parelles amb fills i 12 famílies monoparentals amb fills.
La població ha evolucionat segons el següent gràfic:
Habitants censats

### Habitatges
El 2007 hi havia 281 habitatges, 168 eren l'habitatge principal de la família, 90 eren segones residències i 23 estaven desocupats. 198 eren cases i 80 eren apartaments. Dels 168 habitatges principals, 112 estaven ocupats pels seus propietaris, 50 estaven llogats i ocupats pels llogaters i 7 estaven cedits a títol gratuït; 4 tenien una cambra, 21 en tenien dues, 35 en tenien tres, 37 en tenien quatre i 71 en tenien cinc o més. 134 habitatges disposaven pel capbaix d'una plaça de pàrquing. A 67 habitatges hi havia un automòbil i a 90 n'hi havia dos o més.

### Piràmide de població
La piràmide de població per edats i sexe el 2009 era:
| Homes | Edats   | Dones |
| ----- | ------- | ----- |
| 0     | 95 o +  | 0     |
| 0     | 90 a 94 | 0     |
| 0     | 85 a 89 | 0     |
| 0     | 80 a 84 | 0     |
| 4     | 75 a 79 | 0     |
| 0     | 70 a 74 | 12    |
| 0     | 65 a 69 | 4     |
| 4     | 60 a 64 | 4     |
| 0     | 55 a 59 | 20    |
| 24    | 50 a 54 | 20    |
| 8     | 45 a 49 | 4     |
| 16    | 40 a 44 | 8     |
| 20    | 35 a 39 | 24    |
| 24    | 30 a 34 | 12    |
| 28    | 25 a 29 | 20    |
| 4     | 20 a 24 | 0     |
| 8     | 15 a 19 | 12    |
| 24    | 10 a 14 | 12    |
| 24    | 5 a 9   | 20    |
| 16    | 0 a 4   | 0     |

## Economia
El 2007 la població en edat de treballar era de 325 persones, 265 eren actives i 60 eren inactives. De les 265 persones actives 246 estaven ocupades (152 homes i 94 dones) i 19 estaven aturades (4 homes i 15 dones). De les 60 persones inactives 18 estaven jubilades, 25 estaven estudiant i 17 estaven classificades com a «altres inactius».

### Ingressos
El 2009 a Le Reposoir hi havia 166 unitats fiscals que integraven 466 persones, la mediana anual d'ingressos fiscals per persona era de 20.852,5 €.

### Activitats econòmiques
Dels 27 establiments que hi havia el 2007, 1 era d'una empresa de fabricació d'altres productes industrials, 2 d'empreses de construcció, 3 d'empreses de comerç i reparació d'automòbils, 5 d'empreses d'hostatgeria i restauració, 1 d'una empresa d'informació i comunicació, 1 d'una empresa financera, 3 d'empreses immobiliàries, 9 d'entitats de l'administració pública i 2 d'empreses classificades com a «altres activitats de serveis».
Dels 3 establiments de servei als particulars que hi havia el 2009, 1 era una fusteria, 1 electricista i 1 restaurant.
L'únic establiment comercial que hi havia el 2009 era una botiga de material esportiu.
L'any 2000 a Le Reposoir hi havia 5 explotacions agrícoles.

## Equipaments sanitaris i escolars
El 2009 hi havia una escola elemental.

## Poblacions més properes
El següent diagrama mostra les poblacions més properes.